# Francesco Trabucco
Francesco Trabucco (Milano, 14 novembre 1944 – Milano, 14 marzo 2021) è stato un architetto e designer italiano.
Ha vinto numerosi concorsi di architettura e premi internazionali di design tra cui il Compasso d'Oro, il Gute Forme, il BIO.
Ha curato due volte la sezione italiana della triennale di Milano, nel 1983 XVII Triennale “le case della triennale” a Milano e a Parigi; 1992 XVIII Triennale “la vita tra cose e natura”. 
Il suo contributo progettuale e di ricerca è sempre stato orientato alla innovazione formale ed espressiva sia d’uso che tecnologica.

## Formazione accademica
Si laurea nel 1969 al Politecnico di Milano con una tesi di argomento architettonico che, iniziata con Marco Zanuso, si conclude con Alberto Roselli.
Durante gli studi universitari ha coltivato diversi interessi come la fotografia, lavorando tra l’altro per la rivista Casabella e per il Teatro san Babila a Milano, e la pittura partecipando a mostre collettive.
Frequentando la facoltà di architettura di Milano, ha attraversato gli eventi del 1968 partecipando attivamente ai moti studenteschi, restando tuttavia prevalentemente interessato alle tematiche del rinnovamento delle discipline della architettura, del design e della urbanistica. 
Prima della laurea ha condotto diverse esperienze lavorative. Con Bruno Munari e Lorenzo Forges Davanzati ha partecipato al progetto “Struttura Abitabile Globale” per l’edizione del 1969 della Triennale di Milano. Con Piero Ranzani ha collaborato alla stesura del Piano Regolatore Generale di San Vito Chietino e Fossacesia a Mare.
Con il gruppo GPA ( Piero Ranzani, Anna Anfossi, Francesco Indovina) al progetto urbanistico per lo sviluppo della valle del Goceano in Sardegna (piano alternativo agli insediamenti petroliferi di Ottana).

## Carriera accademica e professionale
Apre uno studio di architettura con Daniela Volpi e Cristina Guazzoni, e sviluppa progetti di arredamento alcuni dei quali vengono pubblicati su importanti riviste come Abitare, Interni, e la Mia Casa. 
Completato il servizio militare obbligatorio come Sottotenente del Genio Pontieri, accetta l’offerta di Marco Zanuso ed inizia a collaborare al progetto per la realizzazione degli uffici IBM di Segrate, e poi al progetto per la realizzazione dl palazzo per uffici di Edgars a Johannesburg. 
Non interrompe tuttavia la sua attività professionale associando allo studio Marcello Vecchi, amico e compagno di liceo che si è nel frattempo laureato in architettura, integrando la prima laurea in ingegneria.
Insieme affrontano i primi progetti di design: il Bidone Aspiratutto per Alfatec, e la lampada Bliz per Stilnovo.  Il Bidone, disegnato in uno stile sobrio e ispirato ad un military look giovanilista, che sottolinea la prestazione da “attrezzo di lavoro” dell’aspirapolvere, allontanandolo drasticamente dalla immagine di “elettrodomestico” è destinato a caratterizzare la storia professionale di entrambi. Inizia anche in quegli anni una collaborazione stretta con Vortice per cui disegna molti nuovi prodotti.
Francesco Trabucco non rinuncia tuttavia alla collaborazione con Marco Zanuso, con il quale, negli anni successivi, affronta soprattutto importanti concorsi di architettura, come il Palazzo dei Congressi di Palermo, la sede della Regione Umbra a Perugia, la sede centrale di Alitalia a Roma, ma soprattutto lo segue nella attività accademica come assistente.
Nel campo della architettura Francesco Trabucco inizia a lavorare per Gucci per cui disegna il negozio di Milano e poi quello di New York (non realizzato) e una importante abitazione nella Penthouse dell’Olimpic Tower sulla quinta strada di New York. Realizza negli anni successivi gli uffici di Milano della società di pubblicità Armando Testa, e subito dopo il nuovo edificio per uffici della sede centrale di Torino e la ristrutturazione della sede di Roma. 
Partecipa, con Marcello Vecchi, Alessandro Ubertazzi, Davide Pogliani e l’impresa di costruzioni Edilmonari, riuniti nel gruppo di progettazione identificato nel motto “Rosso la Sera”, al progetto per nuove tipologie edilizie residenziali e scolastiche, risultando in entrambi i concorsi qualificati. Come esito di tale qualificazione negli anni successivi lo studio costruirà numerosi edifici scolastici ed edifici residenziali di edilizia pubblica.
Viene incaricato dalla società Urban Foundation di Johannesburg del progetto per la qualificazione del centro di Soweto, il progetto prevede un ospedale, scuole, spazi commerciali e laboratori, spazi di qualificazione urbana e sociale e verde pubblico. Il progetto non sarà realizzato per il peggioramento delle relazioni sociali in Sudafrica. 
Costituisce con Marcello Vecchi la società di progettazione UNITEC S.r.l. e assume il ruolo di amministratore delegato. 
Realizza molti prodotti di design ottenendo numerosi riconoscimenti e vincendo numerosi premi tra cui il Compasso d’oro, il Gutte Form, il BIO e altri.
Viene incaricato dalla Triennale di Milano, insieme a Franco Raggi, di realizzare la mostra “Le case della Triennale” che sarà allestita nella sezione italiana della sedicesima Triennale e successivamente al Grand Palais di Parigi.
Nel 1986 vince il concorso come Professore Associato e viene chiamato all’insegnamento dalla facoltà di architettura del Politecnico di Milano. 
Costituisce con Marco Zanuso la società di progettazione TECH S.r.l, con la quale affronta il progetto della nuova sede della Università della sapienza a Roma in località Acqua Marcia, e il progetto per l’ampliamento degli uffici Edgard di Johannesburg.
Nel 1992 vince il concorso come Professore Ordinario e viene chiamato all’insegnamento alla facoltà di architettura del Politecnico di Milano, dove partecipa alla nascita del Corso di Laurea in Disegno Industriale, e poi del dipartimento INDACO, ed infine della facoltà del Design che diviene la terza scuola del Politecnico insieme ad Architetture e Ingegneria.
Dal 1990 al 1997 realizza numerosi progetti di architettura tra cui l’Unita Spinale dell’ospedale Niguarda di Milano, il complesso residenziale di via Principe Eugenio a Milano su aree dismesse delle ferrovie Nord Milano; partecipa al concorso per inviti per la riqualificazione dell’area di Tecnopoli in zona Rogoredo a Milano.  Nel 1992 per incarico della triennale di Milano realizza la mostra “la vita tra cose e natura”.
Nel 1997, in accordo con Marcello Vecchi, considera conclusa l’esperienza delle UNITEC s.r.l. che chiude e costituisce con nuovi soci la Francesco Trabucco e Associati S.r.l. con logo “FT&A”. I primi soci sono: Raffella Mangiarotti, Laura Anselmi, Giovanni Giacobone, Davide Bruno, ai quali più tardi si associano Margherita Colleoni, Mario Faicchia, e Samuele Meda.
La FT&A lavora per importanti aziende internazionali, e vince molti premi di design; tuttavia Francesco Trabucco sposta progressivamente il suo impegno verso interessi di natura accademica ed intellettuale; viene nominato nel 1999 nella commissione scientifica della triennale di Milano, e completa importati pubblicazioni scientifiche oltre a partecipare a convegni e ricerche internazionali. 
Coordina l’unità di ricerca “Progetto e Prodotto”, in cui collabora con Matteo Ingaramo, Silvia Ferraris e Lucia Rampino. Costituisce e dirige il laboratorio di ricerca Space Lab, e il laboratorio PUL (Product Usability Lab) con Laura Anselmi e Marita Canina. Partecipa alla fondazione di Poli.Design e diventa membro del C.d.A. Fonda, con Umberto Cugini, il dottorato di ricerca in “Design e Metodi di Sviluppo Prodotto” e ne diventa coordinatore. È tra i fondatori del Corso di laurea magistrale in “Design & Engineering” e ne diventa coordinatore. Successivamente partecipa al progetto di fusione dei quattro dottorati di ricerca dell’area disciplinare del design in un unico dottorato in “Design” e viene eletto coordinatore. 

## Premi di Design

### Compasso d'Oro
- 1981
  - Segnalazione Compasso d'Oro: Bidone Aspiratutto, nuovo modello, Alfatec
  - Segnalazione Compasso d'Oro: Aqua Dry, aspirapolvere e aspiraliquidi, Alfatec
- 1987
  - Segnalazione Compasso d'Oro: Brivido, refrigeratore da tavolo per bottiglie, Carrara e Matta S.p.a
  - Segnalazione Compasso d'Oro: Compact, aspirapolvere domestico, Alfatec Nuovo Caldodò, termoventilconvettore, Vortice Caldobagno, termoventilconvettore, Vortice
  - Premio Compasso d'Oro: all'azienda per la produzione, Vortice
- 1989
  - Premio Compasso d'Oro: Nuovo Bidone Lavatutto, aspirapolvere, Alfatec
  - Menzione d'Onore Compasso d'Oro: Rubinetti elettronici con miscelatore, Vortice
  - Menzione d'Onore Compasso d'Oro: Scaldatutto, termoventilatore, Vortice
  - Menzione d'Onore Compasso d'Oro: Allegra, sistema di sedute per comunità, Vaghi
- 1991
  - Menzione d'Onore Compasso d'Oro: Angle e Axial K, aspiratori coassiali Vortice
  - Menzione d'Onore Compasso d'Oro: Ariante 2, ventilatore orientabile, Vortice
- 1995
  - Menzione d'Onore Compasso d'Oro: Aspiratori centrifughi assiali, Vortice

### Associazione per il disegno industriale: ADI Index
- 2004
  - Selezione ADI Design Index 2004: Nordik Evolution, ventilatore da soffitto, Vortice
- 2003
  - Selezione ADI Design Index 2003: Linea aspiratori Vortice Vario, Vortice
  - Selezione ADI Design Index 2003: Gordon, serie ventilatori, Vortice

### Libri
- “Sei lezioni di design”  in progress.
- “Design Versus Economia” con Paolo Ricci, Franco Angeli, Milano, 2016
- “Design”, Bollati Boringhieri, Torino, 2015;
- Residui di produzione. Ovvero ciò che rimane incompiuto di pensieri, riflessioni ed esperienze di un designer, Arcane editrice Roma. 2005
- “White design: innovazione di prodotto e innovazione di processo nel settore delle elettrodomestico bianco” POLI.design, Milano, 2001
- Dire Fare. Riflessioni intorno al progettare prodotti industriali, Esculapio , Bologna 1993